# Frederik Roslyng
Frederik Roslyng Christiansen (* 25. Dezember 2005) ist ein dänischer Fußballspieler.
Der aus einer Handballerfamilie stammende Innenverteidiger spielt beim AC Horsens. Zudem ist Roslyng dänischer Nachwuchsnationalspieler.

## Karriere im Fußball

### Verein
Frederik Roslyngs Vater Lars Christiansen sowie seine Mutter Christina Roslyng sind ehemalige Handballspieler und hatten auch für die dänische Handballnationalmannschaft gespielt, ersterer ist auch eine Vereinslegende der SG Flensburg-Handewitt, für die er von 1996 bis 2010 spielte und wo er von 2020 bis 2023 auch sowohl Mitglied des Trainerstabs als auch Funktionär war. Frederik selbst hatte immer Fußball gespielt und wuchs in Juelsminde an der jütischen Ostküste auf. Roslyng trat vereinsmäßig zunächst bei Juelsminde IF gegen den Ball, bevor er als U14-Spieler in die Akademie des AC Horsens gewechselt war. Dort erhielt er im Mai 2023 einen Vertrag bis Sommer 2025, ehe er am 1. Dezember 2013 im Alter von 17 Jahren sein Profidebüt gab. Bei der 0:1-Niederlage im Zweitligaspiel gegen Hobro IK stand Frederik Roslyng gleich in der Startelf und wurde nach 65 Minuten durch Frederik Heiselberg ersetzt. Der AC Horsens, ein Erstligaabsteiger, musste in die Abstiegsrunde, konnte aber dort als Achter den Klassenerhalt schaffen. Roslyng erhielt bereits im April 2024 eine Vertragsverlängerung bis Sommer 2027.

### Nationalmannschaft
Frederik Roslyng ist Nachwuchsnationalspieler Dänemarks und vertrat sein Land im Trikot der Altersklassen U19 und U20. Mit der U19 nahm er an der Europameisterschaft 2024 in Nordirland teil und schied dort mit seiner Mannschaft als Gruppenletzter aus. Dabei kam Roslyng lediglich im letzten Gruppenspiel gegen die Türkei zum Einsatz.